# Émetteur HBG de Prangins
Pour les articles homonymes, voir Hachette et HBG.
L'émetteur HBG de Prangins ou HBG était un émetteur situé sur le territoire de la commune vaudoise de Prangins, utilisé autrefois pour transmettre par radio un signal indiquant l'heure légale suisse, sous la responsabilité de l'Institut fédéral de métrologie (METAS).
Sur le site se trouvent encore les antennes d'émission ondes courtes de Bern Radio HEB mais les autres antennes ont été détruites.

## Histoire
L'émetteur utilisait une antenne fixée à une hauteur de 125 mètres, entre deux tours en treillis d'acier. Ces tours ont été construites en 1931. Il transmettait un signal horaire codé (compatible avec le format DCF77), modulant en télégraphie (par tout ou rien) une porteuse de 75 kHz avec une puissance de 25 kW. Le signal pouvait être capté jusqu’à une distance d'environ 1 500 kilomètres de Prangins. Il était utilisé en particulier comme signal pilote pour les horloges des édifices publics, écoles et églises de Suisse romande.
Le site fut créé en 1929 par la Société des Nations pour les transmissions radio, avant de se réduire aux communications longues distances entre la terre ferme et les bateaux en mer. En 2014 la Confédération décide de vendre les bâtiments qui servaient à l'exploitation du parc d'antennes, après avoir cédé les terrains où se trouvent les antennes à des agriculteurs, les bâtiments et antennes servaient notamment à Radio suisse internationale. Les bâtiments sont désormais loués à la Protection civile de Nyon.
Egalement station d'émission de l'Office des Nations unies à Genève (ONUG) avec l'indicatif 4UZ, l'installation de Prangins a cessé d'émettre fin 2011. Les mâts ont été dynamités le 6 septembre 2012. Le coût total de la démolition du site est estimé à 250 000 francs.
Les antennes servant à la navigation maritime et aux radiocommunications en cas de crise restent en service et relèvent de l'Office fédéral pour l'approvisionnement économique du pays (OFAE).